# Thomas Willis Pratt

Pratt-Träger

Thomas Willis Pratt (* 4. Juli 1812 in Boston, Massachusetts; † 10. Juli 1875 ebenda) war ein US-amerikanischer Brückenbau-Ingenieur. Nach ihm ist ein Fachwerkträger, der Pratt-Träger, benannt.

## Leben
Thomas Willis Pratt war der Sohn von Caleb Pratt, einem Bostoner Architekten,  und Sarah Pratt. Mit 14 wurde er in  das Rensselaer Institute in Troy aufgenommen, das heutige Rensselaer Polytechnic Institute, das er, wie damals nicht unüblich, mit 20 ohne Abschluss verließ.
Bei der Boston and Worcester Railroad, der Providence and Worcester Railroad und zahlreichen anderen Eisenbahngesellschaften bearbeitete er in den über vierzig Jahren seiner Berufspraxis den Bau neuer Strecken mit zahlreichen Brücken. Zu Beginn seiner Tätigkeit wurden üblicherweise hölzerne Fachwerkbrücken mit Trägern nach den Systemen von Stephen Harriman Long, Ithiel Town, Squire Whipple oder William Howe gebaut.
1844 erhielt er ein Patent für einen Fachwerkträger, das er wohl aus Ehrerbietung auch unter dem Namen seines Vaters angemeldet hatte. In der späteren Baupraxis wurde dieser Träger abgewandelt zu dem, was seitdem als Pratt-Träger bezeichnet wird. Während der Howe-Träger diagonale Druckstreben und vertikale, unter Zug stehende eiserne Stangen aufweist, hat der Pratt-Träger vertikale Druckstreben und diagonale, zur Brückenmitte geneigte Zugstangen. Er ist etwas leichter als der Howe-Träger.
Im Lauf seines Berufslebens meldete er noch zahlreiche andere Patente an.
Er war seit 1853 Mitglied der American Society of Civil Engineers.